# Vladimir Berezinski
Vladimir Berezinski (în rusă Владимир Березинский; n.  ?, Căușeni, raionul Căușeni, Republica Moldova – d. 1959, Liov, RSS Ucraineană, URSS) a fost un dramaturg, scenarist și regizor sovietic.

## Biografie
S-a născut în târgul Căușeni din ținutul Bender, gubernia Basarabia, Imperiul Rus. În 1918 s-a mutat la Odesa. A fost membru al Uniunii Tinerilor Comuniști din Odesa, în timpul Războiului Civil Rus, a desfășurat o activitate de propagandă clandestină printre muncitori. În 1929 s-a alăturat PCUS.
În 1930, conform scenariului său, regizorul Karl Tomski a pus în scenă la Studioul de film din Odesa filmul Все спокойно („Totul este liniștit”) despre lupta țăranilor basarabeni împotriva „opresiunii invadatorilor români” din timpul Războiului Civil. A scris scenariul filmului „Pedro” despre războiul civil spaniol, care a fost lansat în 1938.
În aprilie 1938 a fost aprobat de directorul studioului de film din Odesa.
În 1941, la studioul de film Stalinabad, regizorul Vladimir Gonciukov a pus în scenă filmul „Duel” pe baza scenariului lui Berezinski despre acțiunile partizanilor din spatele liniilor inamice.
După război a lucrat la Filarmonica din Liov. A murit la sfârșitul anilor 1950.